# Jennifer Ayache
Jennifer Ayache (Cannes, 9 novembre 1983) è una cantante francese, voce del gruppo pop-rock Superbus.

## Storia del gruppo
Appassionata di musica fin da giovane, impara a suonare la batteria a nove anni e la chitarra a 13. Durante l'adolescenza impara anche a suonare il pianoforte. A 14 anni abbandona la famiglia per andare negli Stati Uniti sia per imparare l'inglese sia per studiare. Nel 1999, dopo essere tornata in Francia, crea con François Even e Michel Giovannetti il gruppo Superbus (il quale significa "Orgoglioso"). In seguito entrano nella band anche Patrice Focone e Guillaume Roussé.
Nel 1998 ha recitato nel film TV Tale madre tale figlia (Telle mère, telle fille).

## Discografia

### Con i Superbus
- Aèromusical - 2002
- Pop'n'Gum - 2004
- Wow - 2006
- Super Acoustique - 2008 (live)
- Lova Lova - 2009